# Jørn Riel
Pour les articles homonymes, voir Riel.
Œuvres principales
- Une vie de racontars
- Le Naufrage de la Vesle Mari et autres racontars

Jørn Riel est un écrivain danois, né le 23 juillet 1931 à Odense et mort le 18 août 2023 à Kuala Lumpur.

## Biographie
Jørn Riel s'est engagé en 1950 dans une expédition scientifique (Lauge Koch) pour le nord-est du Groenland, où il passera seize années, notamment sur une base d'étude de l'île d'Ella.
De ce séjour, il tirera le versant arctique de son œuvre littéraire, dont la dizaine de volumes humoristiques des Racontars arctiques, ou la trilogie Le Chant pour celui qui désire vivre. Dans ces romans, dédiés à son ami Paul-Émile Victor, Jørn Riel s'attache à raconter la vie des populations du Groenland, explorateurs et chasseurs du Nord-Est groenlandais ou des habitants Inuit.
Il reçoit en 2010 le Grand Prix de l'Académie danoise pour l'ensemble de son œuvre.
Il passe la fin de sa vie en Malaisie à la lisière d'une forêt à Kuala Lumpur ; il y meurt à 92 ans.
Traduite en quinze langues, son œuvre romanesque est extrêmement populaire, notamment dans son pays, où chacun de ses livres se vend à environ 250 000 exemplaires.

## Œuvres
- La Vierge froide et autres racontars, traduit par Susanne Juul et Bernard Saint Bonnet, Gaïa Éditions, 1993
- Un safari arctique et autres racontars , traduit par Susanne Juul et Bernard Saint Bonnet, Gaïa Éditions, 1994[4].
- La Maison de mes pères - 1 - Un récit qui donne un beau visage, traduit par Inès Jorgensen, Gaïa Éditions, 1995[5].
- La Maison de mes pères - 2 - Le Piège à renards du Seigneur, traduit par Inès Jorgensen, Gaïa Éditions, 1995[6].
- La Maison de mes pères - 3 - La Fête du premier de tout, traduit par Inès Jorgensen, Gaïa Éditions, 1995[7].
- Heq - Le Chant pour celui qui désire vivre, traduit par Inès Jorgensen, Gaïa Éditions, 1995[8].
- Un curé d'enfer et autres racontars, traduit par Susanne Juul et Bernard Saint Bonnet, Gaïa Éditions, 1996[9].
- Le Voyage à Nanga, un racontar exceptionnellement long, traduit par Susanne Juul et Bernard Saint Bonnet, Gaïa Éditions, 1997[10].
- La Passion secrète de Fjordur et autres racontars, traduit par Inès Jorgensen, Gaïa Éditions, 1998[11].
- Un gros bobard et autres racontars, traduit par Susanne Juul et Bernard Saint Bonnet, Gaïa Éditions, 1999[12].
- La Maison des célibataires, traduit par Susanne Juul et Bernard Saint Bonnet, Gaïa Éditions, 1999[13].
- La Faille, traduit par Inès Jorgensen, Gaïa Éditions, 2000[14].
- Le Canon de Lasselille et autres racontars, traduit par Susanne Juul et Bernard Saint Bonnet, Gaïa Éditions, 2001[15].
- Pani, la petite fille du Groenland, illustrations de Ingrid Godon, traduit du danois par Inès Jorgensen, Hachette Jeunesse, 2002.
- Le garçon qui voulait devenir un Être Humain, traduit par Susanne Juul et Bernard Saint Bonnet, Gaïa Éditions, 2002[16].
- Le Jour avant le lendemain, traduit par Susanne Juul et Bernard Saint Bonnet, Gaïa Éditions, 2003[17].
- Les Ballades de Haldur et autres racontars, traduit par Susanne Juul et Bernard Saint Bonnet, Gaïa Éditions, 2004[18].
- Une épopée littéraire, traduit par Susanne Juul et Bernard Saint Bonnet, Gaïa Éditions, 2006[19].
- La Circulaire et autres racontars, traduit par Susanne Juul et Bernard Saint Bonnet, Gaïa Éditions, 2006[20].
- Le Roi Oscar, livre-CD quatre racontars, lu par Dominique Pinon, traduit par Susanne Juul et Bernard Saint Bonnet, Gaïa Éditions, 2008[21].
- Le Roi Oscar, traduit par Susanne Juul et Bernard Saint Bonnet, Gaïa Éditions, 2008[22].
- La Maison des célibataires, livre-CD, traduit par Susanne Juul et Bernard Saint Bonnet, Gaïa Éditions, 2009[23].
- Le Naufrage de la Vesle Mari et autres racontars, traduit par Susanne Juul et Bernard Saint Bonnet, Gaïa Éditions, 2009[24].
- Arluk - Le chant pour celui qui désire vivre (nouvelle édition), traduit par Inès Jorgensen, Gaïa Éditions, 2012[25].
- Une vie de racontars - Livre 1, traduit par Andréas Saint Bonnet, Gaïa Éditions, 2012[26].
- Soré - Le chant pour celui qui désire vivre (nouvelle édition), traduit par Inès Jorgensen, Gaïa Éditions, 2013[27].
- Une vie de racontars - Livre 2, traduit par Andréas Saint Bonnet, Gaïa Éditions, 2013[28].

## Analyse de l'œuvre
La série des racontars évolue au fil des ouvrages car les personnages sont introduits peu à peu. Aussi, les histoires suivantes font de nombreuses allusions aux aventures précédentes. La psychologie particulière de chaque personnage se dégage peu à peu, et l'évolution de leur situation, liée à l'histoire de ce bout du Groenland, peut être comprise. À noter que pour deux recueils, l'éditeur français n'a pas repris le titre de la nouvelle figurant en titre du recueil danois.
1. La Vierge froide et autres racontars - 1993 (Den kolde jomfru og andre skröner - 1974)
2. Un safari arctique et autres racontars - 1994 (En arktisk safari og andre skröner - 1975)
3. La Passion secrète de Fjordur et autres racontars - 1995 ( - 1976)
4. Un curé d'enfer et autres racontars - 1996 ( - 1977)
5. Le Voyage à Nanga : un racontar exceptionnellement long - 1997 (Rejsen til Nanga : en usoedvanlig lang skröne - 1981)
6. Un gros bobard et autres racontars - 1999 (En lodret løgn og andre skrøner - 1986)
7. Le Canon de Lasselille et autres racontars - 2001 (Signalkanonen og andre skröner - 1988)
8. Les Ballades de Haldur et autres racontars - 2004 (Haldurs ballader og andre skröner - 1993)
9. La Circulaire et autres racontars - 2006 (Cirkuloeret og andre skröner - 1994)
10. Le Naufrage de la Vesle Mari et autres racontars - 2009 (Forliset og andre skröner - 1996)

## Adaptations de ses œuvres

### Au cinéma
- 2009 : Le Jour avant le lendemain (titre original: Before Tomorrow), adaptation du roman Før morgendagen (Le jour avant le lendemain), film canadien réalisé par Marie-Hélène Cousineau et Madeline Ivalu.

### Au théâtre
- Les Étoiles Polaires. Une adaptation à la scène des Racontars Arctiques, présentée au Funambule-Montmartre (Paris, XVIIIe) en novembre 2011. Adaptation : Guy Le Besnerais, mise en scène : Hélène Mouchel, chorégraphie : Amandine de Boisgisson Voiron.
- Les Nuits Polaires. Une adaptation en théâtre de marionnettes des Racontars Arctiques par les compagnie Les Anges au Plafond et coproduit par Le théâtre 71 en 2004. Adaptation : Brice Berthoud, mise en scène: Camille Trouvé[29]

L'histoire de Manik d'après le roman Le Jour avant le lendemain. Par la Compagnie du Grand Désherbage. Adaptation et mise en scène Denis Wetterwald, musique Rénald Fleury avec la voix de Catherine Blanchard. Avec Denis Wetterwald et Rénald Fleury. Création 2004 " Spectacle envoûtant. Le public mettra plusieurs minutes avant de pouvoir bouger." Ouest-France.

### En bande dessinée
- La Vierge froide et autres racontars, adaptation de Gwen de Bonneval, dessin d'Hervé Tanquerelle[30], Éditions Sarbacane, 2009  (ISBN 978-2-84865-325-9)
- Le Roi Oscar et autres racontars, adaptation de Gwen de Bonneval, dessin d'Hervé Tanquerelle, Éditions Sarbacane, 2011  (ISBN 978-2-84865-429-4)
- Heq : le chant pour celui qui désire vivre, dessin de Benjamin Flao, traduit du danois par Inès Jorgensen, Éditions Sarbacane, 2012  (ISBN 978-2-84865-558-1)
- Un petit détour et autres racontars, adaptation de Gwen de Bonneval, dessin d'Hervé Tanquerelle, Éditions Sarbacane, 2013  (ISBN 978-2-84865-643-4)
- Racontars arctiques : L'intégrale, adaptation de Gwen de Bonneval, dessin d'Hervé Tanquerelle, Éditions Sarbacane, 2019, réédité en 2022  (ISBN 979-1-04080-266-2)[31]

De plus, Jørn Riel a inspiré un des principaux personnages de la bande-dessinée Groenland Vertigo d'Hervé Tanquerelle, Jorn Freuchen  (ISBN 978-2-203-10394-8)